# Bundesamt für Ausrüstung, Informationstechnik und Nutzung der Bundeswehr
La Bundesamt für Ausrüstung, Informationstechnik und Nutzung der Bundeswehr (BAAINBw) { (fr) : Office fédéral des équipements, des technologies de l'information et du soutien en service de la Bundeswehr) est une administration fédérale rattachée au ministère fédéral de la défense allemand.

## Historique
Sa mission principale est d’équiper les forces armées allemandes. Sa tâche est d'assurer l'approvisionnement à court et moyen termes des forces armées. Ceci englobe le développement, la mise au point et l'achat de matériels militaires, leur modification, normalisation ainsi que le contrôle industriel. Elle s'occupe de la gestion de programme en équipes de projet intégrées. Il loue par exemple, en 2018, cinq hélicoptères H-135 chargé de la formation des pilotes militaires allemands ou de la gestion des contrats du Main Ground Combat System.
Le 1er octobre 2012, il est créé en fusionnant l'Office fédéral des techniques d'armement et de l'approvisionnement (BWB) fondé en 1957 et le Bundesamt für Informationsmanagement und Informationstechnik der Bundeswehr (IT-AmtBw) fondé en 2002 à partir du BWB. Il est installé au siège du BWB  à Coblence (Koblenz) au bord du Rhin dans l'ancien palais du gouvernement de Prusse, dans le château du prince-électeur (Kurfürst) et dans des bâtiments annexes dans la ville.
En 2018, le BAAINBw est en sous-effectif, avec 2 000 postes vacants sur 11 000; Elle est considérée comme une institution incapable de répondre aux besoins urgents de la Bundeswehr avec les retards et les surcoûts des programmes d’armements majeurs actuels. En 2019, son effectif est de 6 800 employés.

## Organismes équivalents
- Canada :  Recherche et développement pour la défense Canada
- États-Unis : Defense Advanced Research Projects Agency
- France : Direction générale de l'Armement
- Inde : Defence Research and Development Organisation